# Krzysztof Lis (ekonomista)
Krzysztof Aleksy Lis (ur. 1949, zm. 31 stycznia 2005) – polski ekonomista, współtwórca polskiego rynku kapitałowego.

## Życiorys
Ukończył studia na Wydziale Ekonomiczno-Socjologicznym Uniwersytetu Łódzkiego, obronił doktorat nauk ekonomicznych. W latach 1977–1989 pracował na Wydziale Zarządzania Uniwersytetu Warszawskiego; działał jednocześnie jako ekspert gospodarczy i prezes firmy konsultingowej.
W latach 1989–1990 pełnomocnik rządu do spraw przekształceń własnościowych. Od 26 września 1990 do 30 kwietnia 1991 sekretarz stanu w Ministerstwie Przekształceń Własnościowych, pierwszy zastępca ministra Waldemara Kuczyńskiego. Organizator Biura Pełnomocnika Rządu, współtwórca ustaw prywatyzacyjnych, współorganizator ministerstwa przekształceń własnościowych, programów prywatyzacji i wespół z Jackiem Chwedorukiem, pierwszych prywatyzacji oraz debiutów giełdowych.
Później doradzał ministrom (m.in. Leszkowi Balcerowiczowi) i ekspertom z międzynarodowych organizacji (Banku Światowego i EBOiR). Był doradcą ds. prywatyzacji rządów Rosji, Ukrainy i Białorusi. W 2003 jako członek rady w Międzynarodowym Instytucie Biznesu w Kijowie doradzał przy prywatyzacji ówczesnemu premierowi rządu ukraińskiego Wiktorowi Juszczence.
W Polsce stworzył i zarządzał Instytutem Rozwoju Biznesu, który kształci polskich menedżerów. Zainicjował i zorganizował Forum Corporate Governance. Od 2000 zasiadał w radzie warszawskiej giełdy, a od lata 2004 był niezależnym członkiem rady nadzorczej PKN Orlen.
Zginął w wypadku samochodowym.